# Lucas Unglerus
Lucas Unglerus, eredeti nevén Lucas Ungleich (Nagyszeben, 1526. – Berethalom, 1600. november 22.) az erdélyi szász evangélikus egyház püspöke.

## Élete
1550. július 9-én iratkozott be a wittenbergi egyetemen, ahol Philipp Melanchthon tanítványa volt. Hazájába magisteri címmel tért vissza. 1556. február 16. Nagyszebenben gimnáziumi lector lett és évi fizetését a városi tanács 50 forintról 80-ra emelte. Emellett Mathias Hebler püspök segítője volt a kálvinistákkal folytatott vitáiban. Ekkor már – a humanista műveltségeszmény hatására – latinosított nevét használta. A szász papság 1561-ben két társával Németországba küldte, hogy a lipcsei, wittenbergi, odera-frankfurti és rostocki teológiai fakultás helybenhagyását kinyerjék az úrvacsorája felőli hitvallásukra. 1562-ben érkezett haza, amikor kelneki pap s csakhamar a szászsebesi káptalan dékánja lett. Innét 1565-ben Riomfalvára, 1571-ben Berethalomba ment papnak.
Hebler püspök 1571-ben bekövetkezett halála után Unglerus a reformáció előmozdítójaként szerepelt. 1572. május 3-án a szász univerzitás egyhangúlag elfogadta az ágostai hitvallást és 1572. május 6-án Unglerust annak ellenére az erdélyi evangélikus egyház püspökévé választották, hogy Báthory István fejedelem megpróbálta magához ragadni a püspök-kijelölési jogot. Így Unglerus Báthori jóváhagyása nélkül foglalta el hivatalát és megírta a Formula pii consensus inter pastores ecclesiarum Saxonicarum című alapművét, amelyet a zsinat 1572. június 22-én elfogadott és megerősítésre Báthorynak továbbított.
Adolf Schullerus véleménye szerint a Formula „korszerű és praktikus nézőpontok szerint rendezett tanítás.” Báthory 1572. július 4-én megerősítette a Formulát illetve az ágostai hitvallás kizárólagos érvényességét a szász nép keresztény egyházában. A püspöki kinevezést először csak a „durante beneplacito nostro” (míg jóindulatunk tart) korlátozó megfogalmazással erősítette meg, de 1574-ben már korlátozás nélkül „Episcopus ecclesiarum Transsilvanicarum”-ként hivatkozott rá és ezt követően nem is került többé szóba a „beneplacitum”.
Ettől kezdve Unglerus azt tekintette élete feladatának, hogy a reformáció területén megkezdett munkáját továbbvigye és a hitelveket a szász tudatba meggyökereztesse. Sikerült is megőriznie a szászok egyházi és hitbéli egységét a politikailag zaklatott körülmények között. Johannes Honterus nyomában haladva, az iskolaügyet az egyház alapvető fontosságú feladatának tekintette. A már Honterus által elrendelt iskolalátogatásokat még szigorúbban szabályozta, így a szász iskolarendszer az evangélikus egyház támasza lett.

## Művei
- Formula pii consensus inter pastores ecclesiarum inita in publica synodo Mediensi anno 1572, die 22. Junii. Hermannstadt, 1883. (Urkundenbuch der ev. Landeskirche A. B. in Siedenbürgen: Die Synodalverhandlungen II.)
- Kéziratban maradt: Confessio Doctrinae Ecclesiarum Saxonicarum. An. 1573